# کارالاچیک
کارالاچیک (انگلیسی: Karalachik) یک شهرک در شهرستان فیودوروفسکی استان باشقیرستان کشور روسیه است.